# De Vliegsmurf
De Vliegsmurf is het 14de stripalbum uit de reeks De Smurfen. Naast het titelverhaal bevat het album ook de verhalen Gulzigheid bij de Smurfen, De gemaskerde Smurf, Puppy en de Smurfen en De grappen van de Lolsmurf.
Het album werd voor het eerst uitgegeven in 1990 door Cartoon Creation. Sinds 2009 wordt het album met een licht gewijzigde cover en herziene belettering uitgegeven bij Standaard Uitgeverij.

## De verhalen

### De Vliegsmurf
Vliegsmurf (zie ook De zwarte Smurfen) heeft zijn droom om te vliegen nog niet opgeborgen en vraagt Knutselsmurf een vliegtuig te maken. Hij scheert over de daken en vernielt de tuin van de Smurfin daarbij. Het vliegtuig komt wel van pas, want Gargamel ligt op de loer en neemt de Smurfin gevangen. Vliegsmurf kan haar redden, maar ook Gargamel heeft een vliegende machine gebouwd. De Vliegsmurf heeft echter pakjes van de Lolsmurf mee en gooit ze op Gargamel. Hij delft het onderspit. Vliegsmurf rekent op een kus van de Smurfin, maar die zet hem aan het werk: eerst de schade herstellen.

### Gulzigheid bij de Smurfen
Gargamel maakt een vergiftigde taart voor de Smurfen. De gulzige Smurfen eten van de taart en veranderen in steen. Moppersmurf haat taart, eet dus niet en kan zo Grote Smurf nog inlichten. Als de kust veilig is, komt hij met een tegengif bij Gargamel. De Smurfen ontsnappen, maar Grote Smurf laat nog een snoepje liggen. Gargamel eet het op en verandert in een oude man.

### De gemaskerde Smurf
Een gemaskerde Smurf gooit taarten in het gezicht van de Smurfen. Hij laat ook een boodschap achter: iedereen kan hem met een briefje vragen iemand anders te bekogelen met taart. Het is een succes, maar Grote Smurf schrijft een briefje bedekt met witte inkt aan de achterkant. De gemaskerde Smurf heeft het wit aan zijn handen en het blijkt de Lolsmurf te zijn, die ook zichzelf bekogelde om niet in verdenking gesteld te worden. Taartengevechten worden plots een Smurfensport.

### Puppy en de Smurfen
Op een ochtend ligt er een hondje in het Smurfendorp. Hij draagt een medaillon dat niemand open lijkt te krijgen. Tovenaar Homnibus weet dat de persoon die het medaillon open krijgt de baas wordt van het hondje Puppy. Babysmurf blijkt de gelukkige te zijn en stuurt zijn hond af op Gargamel, die weer eens de Smurfen probeert te vangen.

### De grappen van de Lolsmurf
Iedereen is de grappen van de Lolsmurf zat. Hij loopt weg en wordt gevangengenomen door Gargamel. Met een frats kan hij ontsnappen, maar Gargamel volgt hem tot in het dorp. Een bompakketje van Lolsmurf blaast hem echter weg. Lolsmurf kan weer opgetogen zulke pakketjes uitdelen.

## Tekenfilmversies
- De tekenfilmversie van Puppy en de Smurfen heet Puppy. Hierin komen ook de Smurfjes en Balthazar voor. De verhaallijn verschilt van het stripverhaal: Balthazar en Gargamel vangen Puppy en proberen het medaillon te openen. Dankzij de Smurfen kan Puppy echter ontsnappen.
- De tekenfilmversie van De grappen van de Lolsmurf verschilt van het stripverhaal. De andere Smurfen willen Lolsmurf beetnemen. Via een tunnel komen ze echter in het huis van Gargamel en worden gevangen door hem. Dankzij een grap van Lolsmurf kunnen de Smurfen ontsnappen.
- De tekenfilmversie van Gulzigheid bij de Smurfen heet De Versteende Smurfen. De verhaallijn is anders: Brilsmurf knoeit met een experiment van Grote Smurf en zo worden de Smurfen, het Smurfendorp en het bos versteend. Hierin komen Pierewiet, Selwyn, Tallulah, Potige Smurf en Klungelsmurf voor. Gargamel en Azraël komen hier niet voor.